# Грузенский сельсовет
Грузенский сельсовет — муниципальное образование (сельское поселение) в Балахтинском районе Красноярского края. Административный центр — село Грузенка.

## География
Грузенский сельсовет находится в северо-западной части Балахтинского района в долине реки Тойлук — притока реки Чулым. Территория сельсовета расположена на холмистой местности в низине на высоте примерно 400 метров над уровнем моря.
Удалённость административного центра сельсовета — села Грузенка от районного центра — посёлка Балахты составляет 52 км. Деревня Балдаштык удалена от села Грузенка на 9 км и от районного центра на 44 км. Деревня Кызыкчуль соответственно на 6 км и 58 км.

## История
Грузенский сельсовет наделён статусом сельского поселения в 2005 году.

## Население
| 2010 | 2012 | 2013 | 2014 | 2015 | 2016 | 2017 |
| ---- | ---- | ---- | ---- | ---- | ---- | ---- |
| 424  | ↘420 | ↘405 | ↘397 | ↘383 | ↘368 | ↘350 |
| 2018 | 2019 | 2020 | 2021 |      |      |      |
| ↘347 | ↘338 | ↘329 | ↘316 |      |      |      |

Гендерный состав
По данным Всероссийской переписи населения 2010 года 210 мужчин и 214 женщин из 424 чел.

## Состав сельского поселения
В состав сельского поселения входят 3 населённых пункта:
| № | Населённый пункт | Тип населённого пункта       | Население |
| - | ---------------- | ---------------------------- | --------- |
| 1 | Балдаштык        | деревня                      | ↘35       |
| 2 | Грузенка         | село, административный центр | ↘389      |
| 3 | Кызыкчуль        | деревня                      | ↘0        |

## Администрация
Адрес администрации: 662351, Балахтинский район, с. Грузенка, ул. Полесенка, 37, телефон: (39148) 3-91-72
Глава муниципального образования — Пётр Иванович Сенченко (с декабря 2011).
Орган представительной власти — Грузенский сельский совет депутатов, избираемый в количестве 7 человек прямым тайным голосованием сроком на 5 лет.